# منتخب ماليزيا لكرة السلة للسيدات
منتخب ماليزيا الوطني لكرة السلة للسيدات هو ممثل  الرسمي في المنافسات الدولية في كرة السلة للسيدات.